# Juliusz Słowacki
Juliusz Słowacki (ur. 4 września 1809 w Krzemieńcu, zm. 3 kwietnia 1849 w Paryżu) – polski poeta, dramaturg, filozof i epistolograf. Obok Adama Mickiewicza i Zygmunta Krasińskiego określany jako jeden z polskich wieszczów narodowych. Twórca filozofii genezyjskiej (pneumatycznej), epizodycznie związany z mesjanizmem polskim, był też mistykiem. Obok Adama Mickiewicza uznawany powszechnie za największego przedstawiciela polskiego romantyzmu.
Utwory Słowackiego, zgodnie z duchem epoki i ówczesną sytuacją narodu polskiego, podejmowały istotne problemy związane z walką narodowowyzwoleńczą, z przeszłością narodu i przyczynami niewoli, ale także poruszały uniwersalne tematy egzystencjalne. Jego twórczość wyróżniała się mistycyzmem, wspaniałym bogactwem wyobraźni, poetyckich przenośni i języka. Jako liryk zasłynął pieśniami odwołującymi się do Orientu, źródeł ludowych i słowiańszczyzny. Był poetą nastrojów, mistrzem operowania słowem. Obok Cypriana Kamila Norwida i Tadeusza Micińskiego uważany za największego z mistyków polskiej poezji. Miał zresztą (i opisał je w Raptularzu) doświadczenia mistyczne.
Wywarł ogromny wpływ na późniejszych poetów Młodej Polski i dwudziestolecia międzywojennego, m.in. Antoniego Langego, Krzysztofa Kamila Baczyńskiego, Jana Lechonia. 9 stycznia 2009 Sejm Rzeczypospolitej Polskiej ogłosił rok 2009 Rokiem Juliusza Słowackiego.

## Życiorys

### Lata młodości

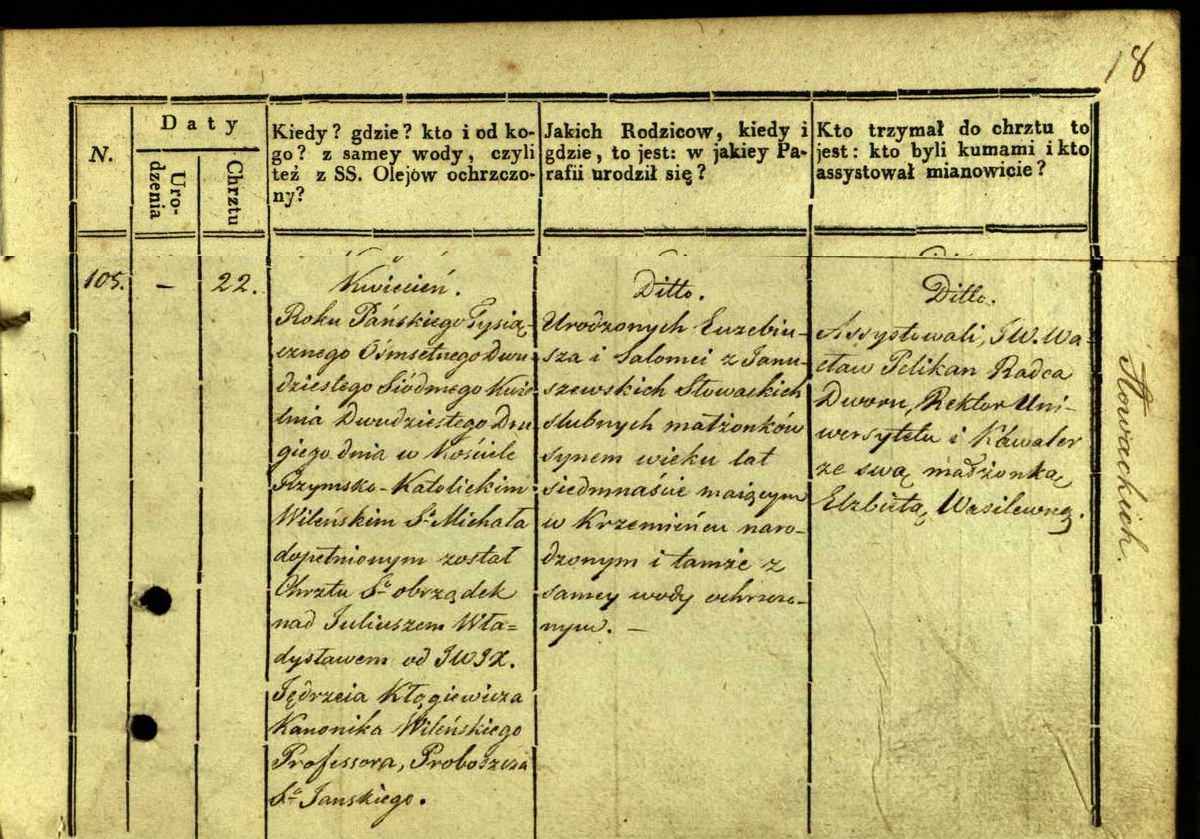
Metryka chrztu Słowackiego

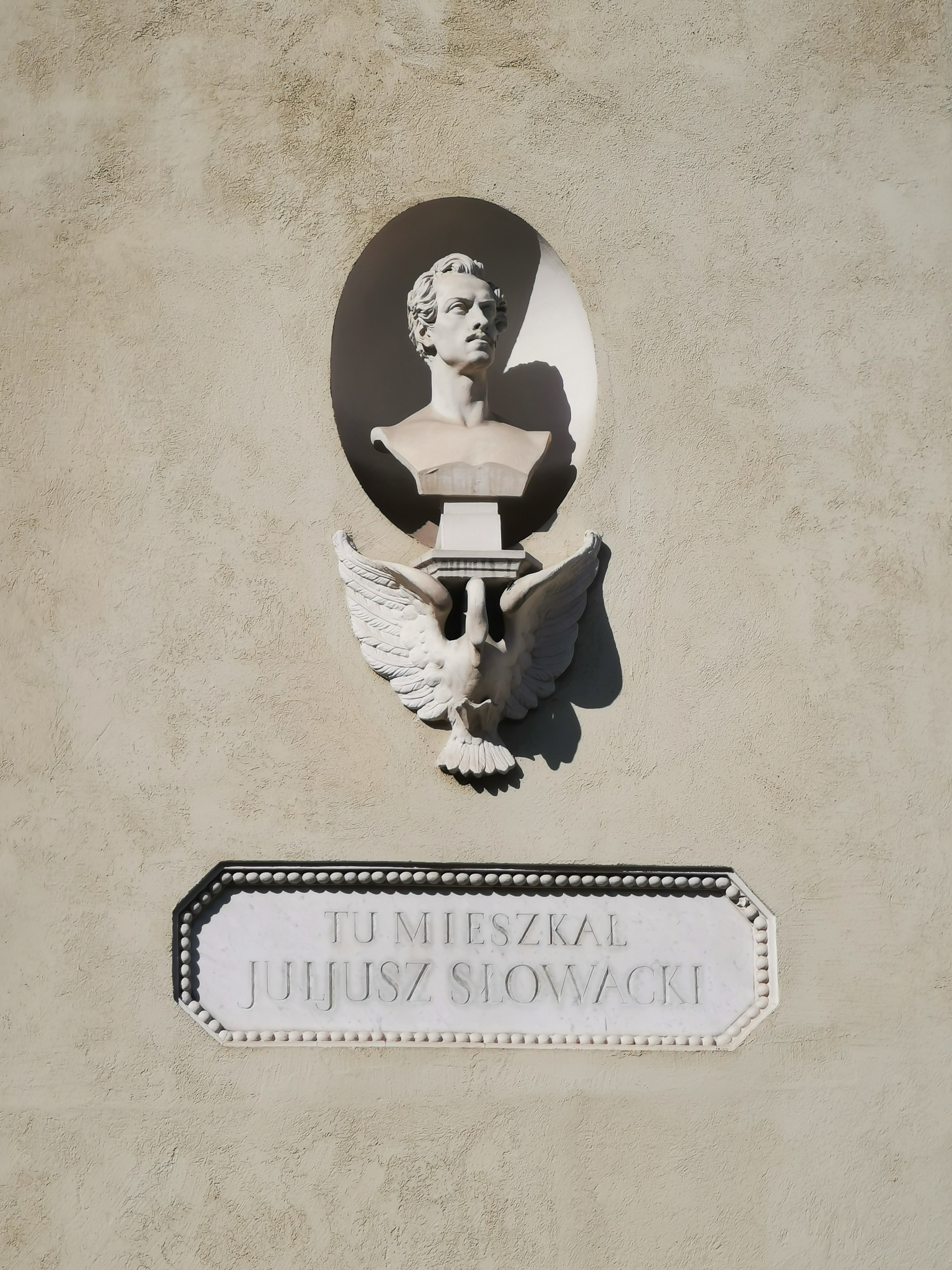
Epitafium Juliusza Słowackiego na dziedzińcu ulicy Zamkowej w Wilnie.

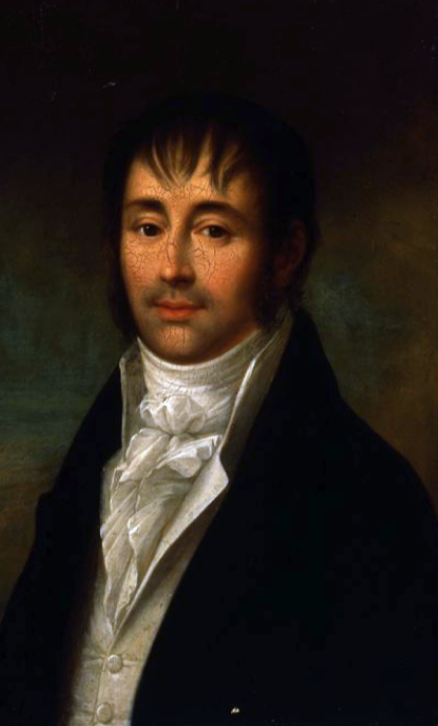
Euzebiusz Słowacki, ojciec poety

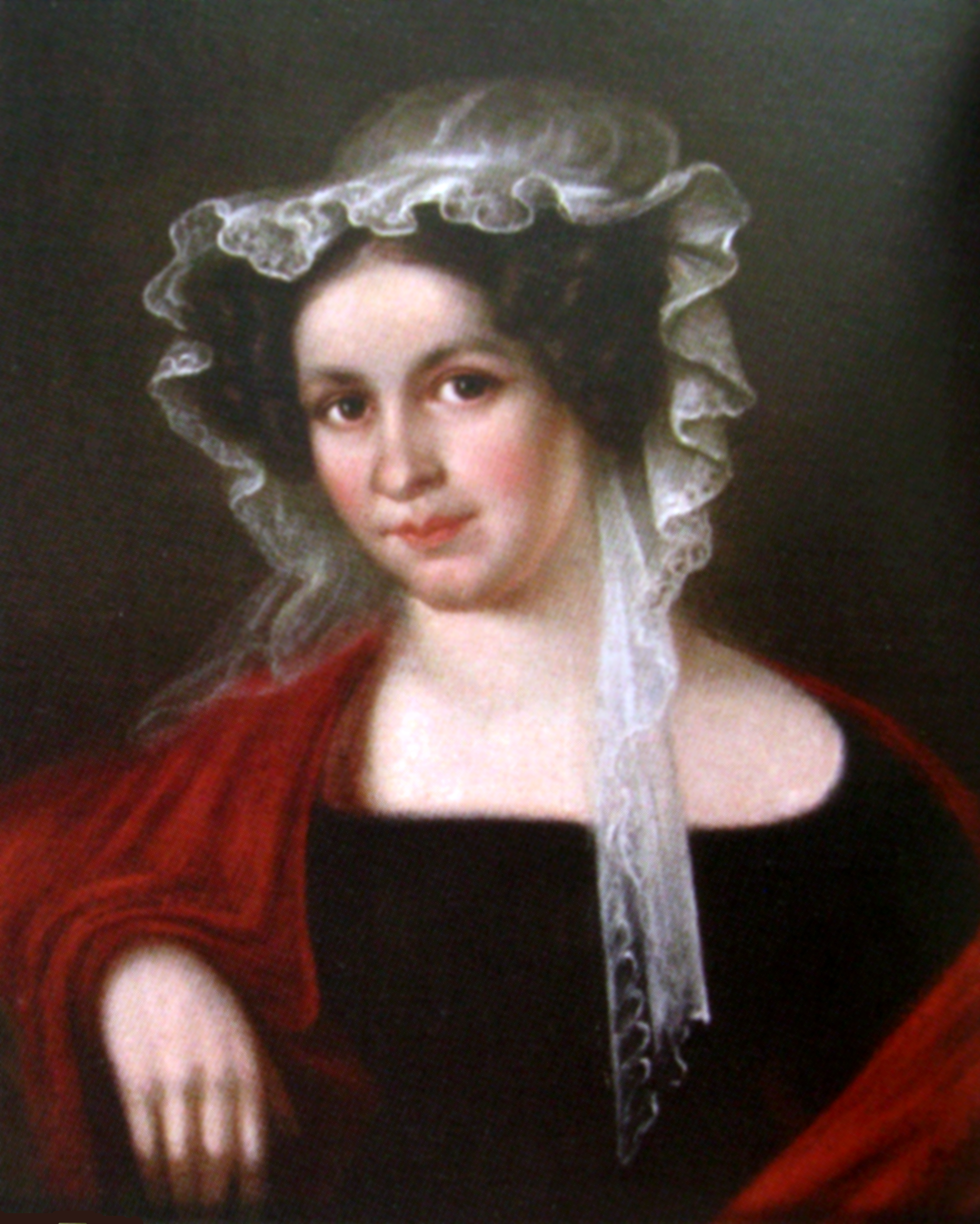
Salomea Słowacka, matka poety

Juliusz Władysław Słowacki urodził się 4 września 1809 w Krzemieńcu w południowo-wschodniej części dawnej Rzeczypospolitej (obecnie miasto na Ukrainie, w obwodzie tarnopolskim). Był synem Euzebiusza Słowackiego, profesora literatury w Liceum Krzemienieckim i Cesarskim Uniwersytecie Wileńskim, oraz Salomei z Januszewskich. We wrześniu 1811 roku Słowaccy przenieśli się do Wilna, gdzie po dwóch latach zmarł na gruźlicę ojciec Juliusza. Salomea Słowacka po przedwczesnej śmierci męża otrzymała spadek i wróciła wraz z synem do Krzemieńca.
W 1818 dzięki licznym znajomościom wśród wysoko postawionych elit, Salomea wyszła po raz drugi za mąż, za lekarza Augusta Bécu. Matka przyszłego poety prowadziła coś na kształt salonu literackiego, dzięki czemu Juliusz miał w dzieciństwie i wczesnej młodości szeroki kontakt z ówczesną elitą intelektualną, zwłaszcza z kręgu Cesarskiego Uniwersytetu Wileńskiego. Tym sposobem poznał m.in. Adama Mickiewicza przed jego deportacją z Litwy i Ludwikę Śniadecką – pierwszą, nieodwzajemnioną miłość. Po studiach prawniczych (w latach 1825–1828) w Wilnie wyjechał do Krzemieńca, gdzie kilka miesięcy przebywał z matką.

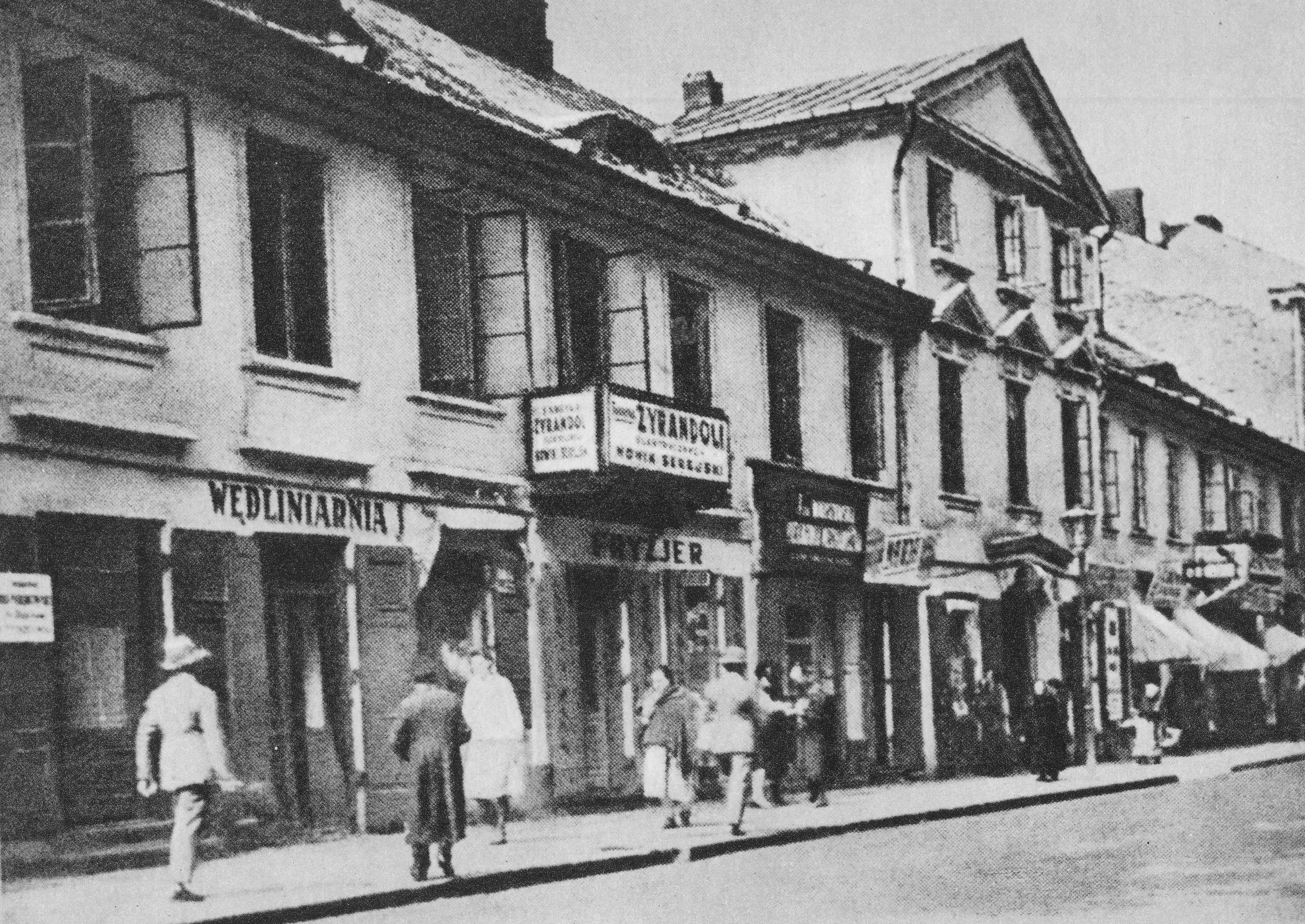
Nieistniejąca już kamienica frontowa przy ul. Elektoralnej 20 w Warszawie, gdzie w latach 1829–1831 mieszkał poeta

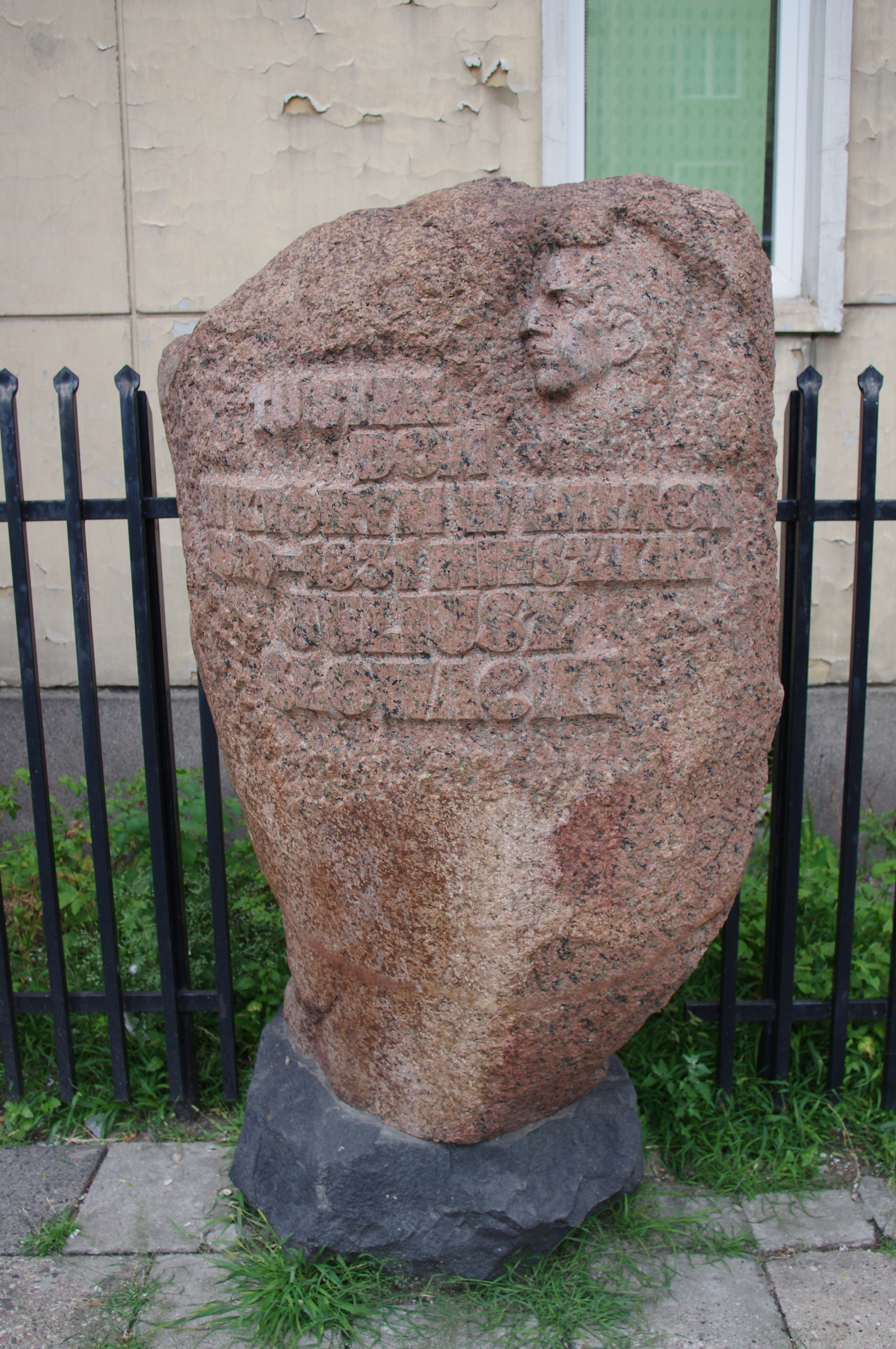
Kamień pamiątkowy w miejscu posesji przy ul. Elektoralnej 20

W połowie lutego 1829 wyjechał z Krzemieńca do Warszawy. Zamieszkał w pałacyku Wicherta, będącym częścią posesji przy ul. Elektoralnej 20. 30 marca objął posadę aplikanta w Komisji Rządowej Przychodów i Skarbu. Na początku 1830 w roczniku Melitele zadebiutował bezimiennie powieścią poetycką Hugo. Po wybuchu powstania listopadowego poeta, niezdolny do służby z bronią w ręku, 9 stycznia 1831 podjął pracę w powstańczym Biurze Dyplomatycznym księcia Adama Jerzego Czartoryskiego. Oburzyło go potępienie powstania przez papieża Grzegorza XVI. 8 marca opuścił Warszawę i przez Wrocław udał się do Drezna. Wieczorem 25 lipca, w ramach misji dyplomatycznej zleconej przez powstańczy Rząd Narodowy, wyruszył z pilnymi listami do polskich przedstawicieli w Paryżu i Londynie. Jadąc przez Lipsk, Weimar, Eisenach, Fuldę, Frankfurt, Moguncję, Metz i Verdun, 31 lipca w południe dotarł do Paryża. Następnego dnia specjalnie wynajętym statkiem z Calais przepłynął do Dover i 3 sierpnia dotarł do Londynu.

### Emigracja
We wrześniu przybył do Francji z zamiarem pozostania przez jakiś czas. W Paryżu ukazały się dwa tomy Poezji (1832) Słowackiego zawierające m.in. utwory Jan Bielecki, Maria Stuart i Żmija, które zyskały uznanie polskiej emigracji.
Pod koniec 1832 Słowacki podjął decyzję o wyjeździe do Szwajcarii. Było to spowodowane faktem, że poeta czuł się zawiedziony Paryżem, który oceniał znacznie gorzej od Londynu, był również zniechęcony stosunkami wśród polskiej emigracji, a także z powodu publikacji Dziadów części III (1832) Adama Mickiewicza, w której August Bécu (ojczym Słowackiego), symbolizowany przez postać Doktora, został przedstawiony w bardzo negatywnym świetle. 26 grudnia 1832 opuścił Paryż i osiadł nad Jeziorem Genewskim, w Pâquis na przedmieściach Genewy. Czas poświęcał na pisanie, długie pobyty w bibliotekach, wycieczki łodzią po jeziorze i liczne spotkania towarzyskie. W tym czasie wydał trzeci tom Poezji (1833).
W 1834 wraz z polską rodziną Wodzińskich wyruszył na długą wyprawę w Alpy. Statkiem przez Jezioro Genewskie dotarli do Villeneuve, skąd wyruszyli w górę doliny Rodanu. Na mułach pokonali góry, osiągając Spiez, po czym statkiem przez jeziora Thun i Brienz dopłynęli do słynnej kaskady Giessbach. Stąd ponownie przez góry, przez Grindelwald i masyw Gotharda ze sławnym Teufelsbrücke nad rzeką Reuss osiągnęli Jezioro Czterech Kantonów z kapliczką Wilhelma Tella. Powrót nastąpił drogą kołową przez Lucernę i Berno do Genewy. Wycieczka ta zaowocowała wieloma wierszami, stanowiąc także tło dla poematu miłosnego pt. W Szwajcarii.

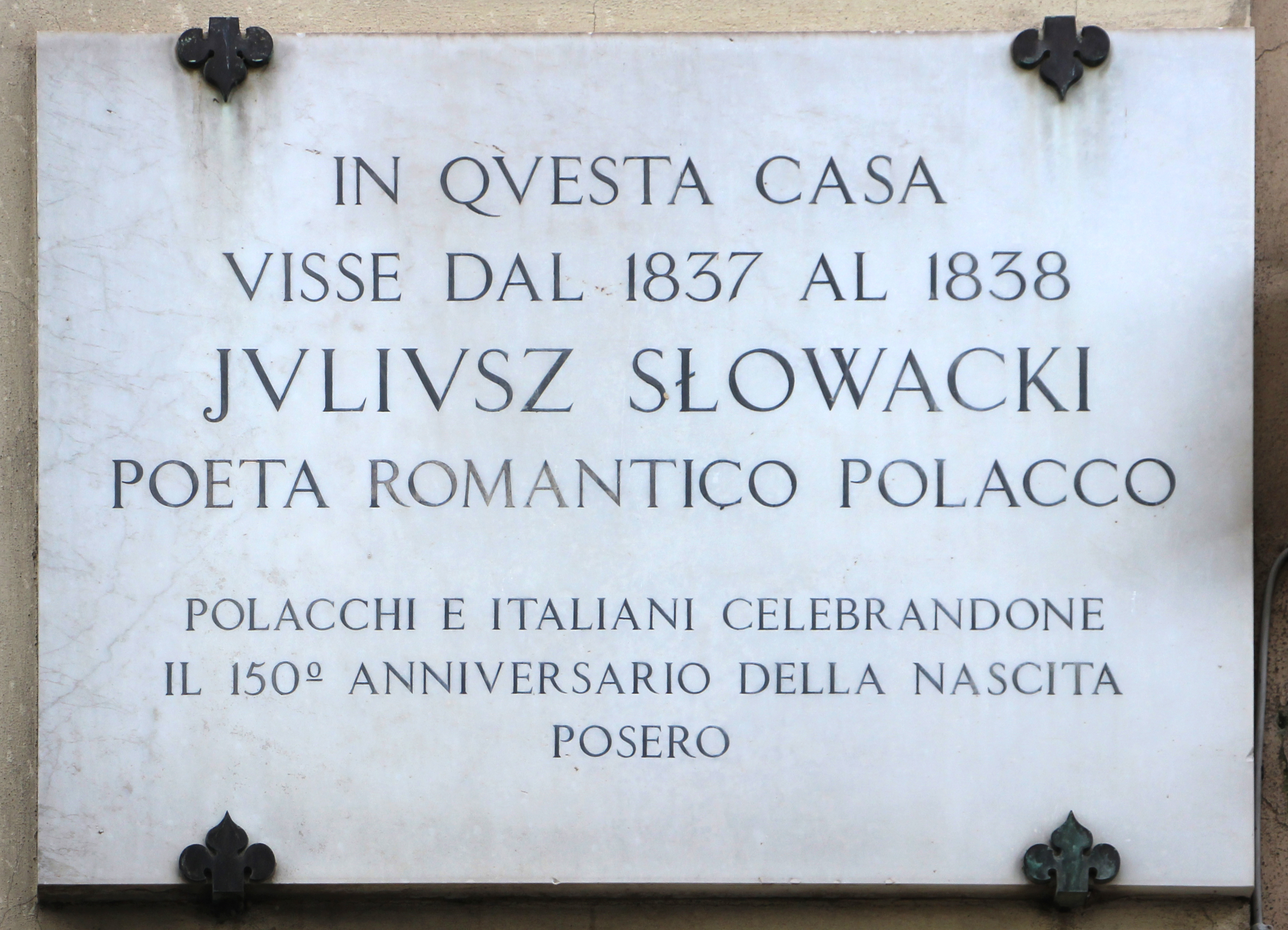
Tablica upamiętniająca miejsce zamieszkania Słowackiego we Florencji

W lutym 1836 Słowacki opuścił Szwajcarię. Z Genewy dotarł do Marsylii, stamtąd parowcem przez morze do Livorno, skąd dyliżansem przez Civitavecchia do Rzymu. Tam nawiązał zażyłą przyjaźń z Zygmuntem Krasińskim, który stał się pierwszym wnikliwym krytykiem twórczości Słowackiego. Trzy miesiące później wyjechał do Neapolu, a stamtąd do Sorrento.
Od sierpnia 1836 do czerwca 1837 podróżował po Grecji, Egipcie, Palestynie i Syrii. Po czym zatrzymał się we Florencji, nawiązując znajomość z księżną Karoliną, córką Józefa Bonapartego.
W końcu osiadł na stałe w Paryżu. Poznał tam Joannę Bobrową, która została jego muzą. W czerwcu 1842 wstąpił do Koła Sprawy Bożej założonego przez Andrzeja Towiańskiego w Nanterre pod Paryżem, z którego odszedł w listopadzie 1843, manifestując niezgodę na zasady panujące wśród towiańczyków (zakaz pisania, wzajemna spowiedź, uległość wobec Rosji). W kole działał Mickiewicz i poeci spotykali się na tej niwie wielokrotnie. W 1848 Słowacki, mimo że poważnie chory na gruźlicę, wyruszył do Wielkopolski, by wziąć udział w powstaniu. Jednak zamierzeń swych nie zrealizował. Wtedy też ostatni raz spotkał się z matką we Wrocławiu.
Nigdy się nie ożenił. Był rentierem. Przysyłane przez matkę pieniądze umiejętnie pomnażał, inwestując na paryskiej giełdzie, m.in. w akcje kolei lyońskiej. Pozwoliło mu to zyskać niezależność finansową i umożliwiło wydawanie własnej twórczości.

### Pogrzeb

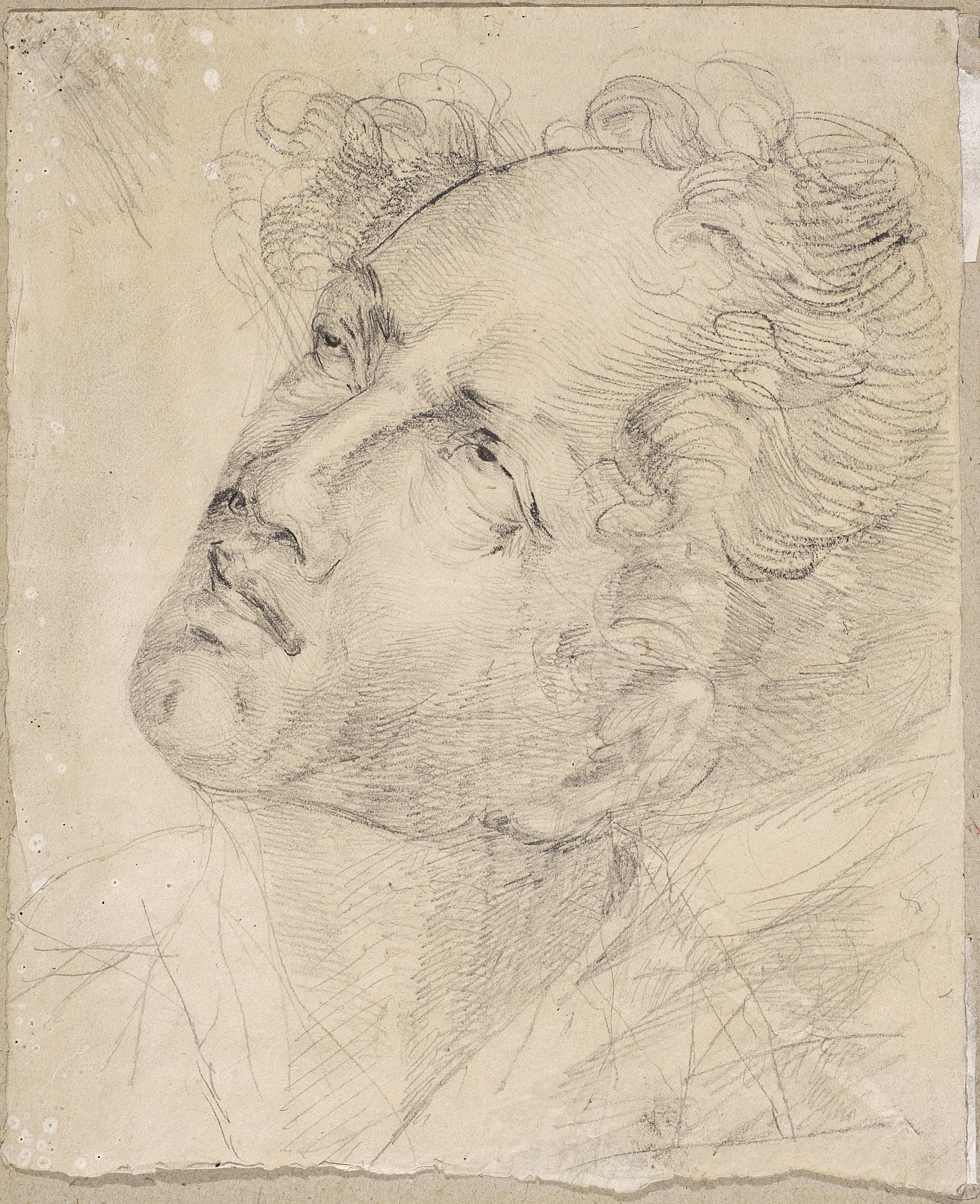
Juliusz Słowacki na łożu śmierci, szkic przyjaciela poety, Charles’a Pétiniaud-Dubos

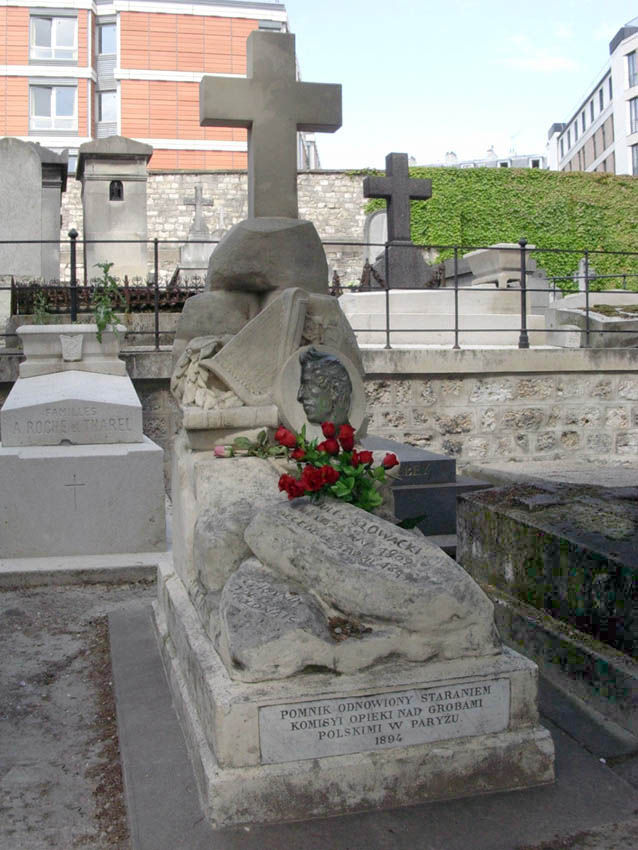
Grób Słowackiego na cmentarzu Montmartre (2006)

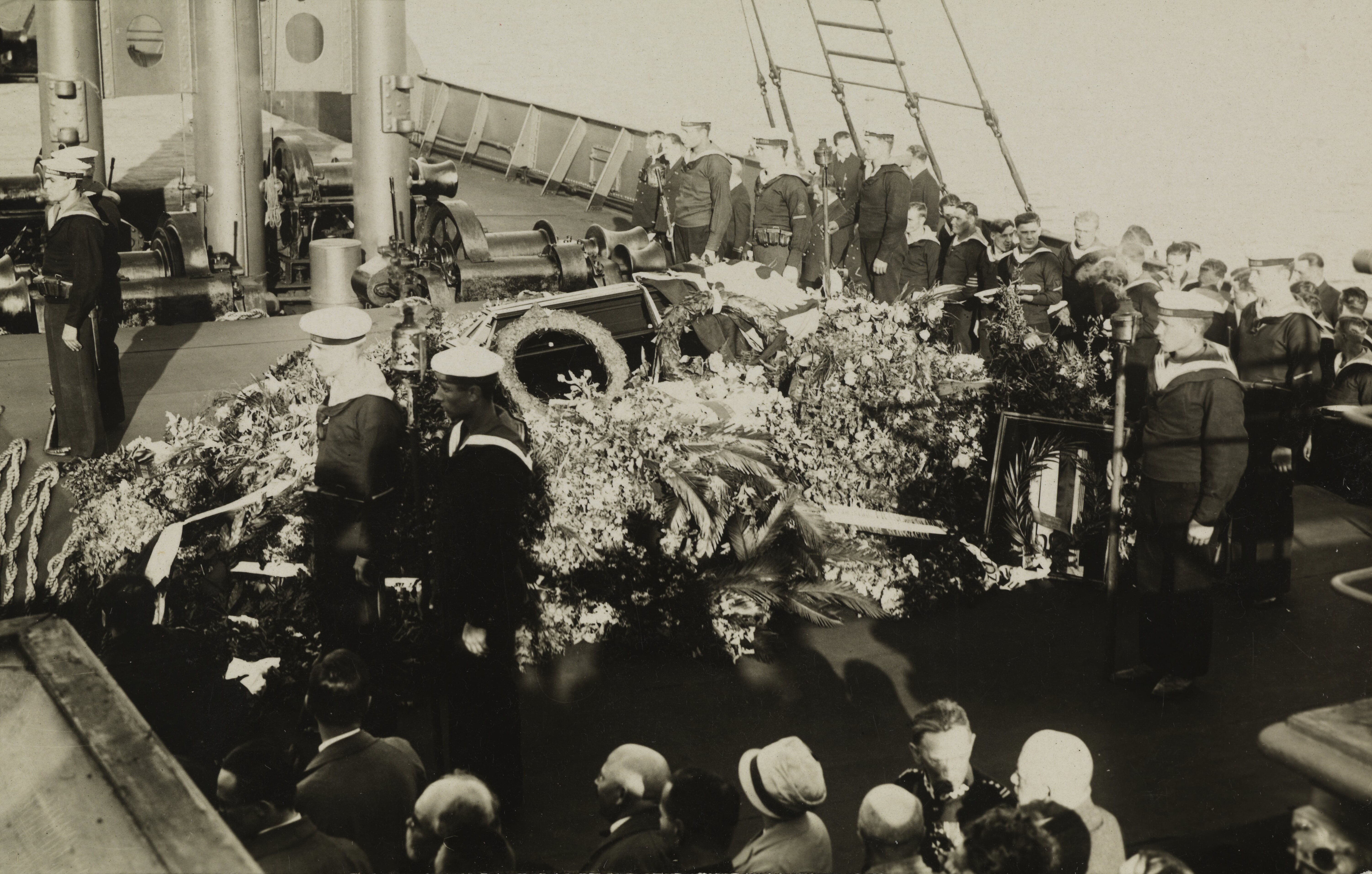
Sprowadzenie szczątków Juliusza Słowackiego do Polski: uroczyste przywitanie trumny w Gdyni, 1927 r.

Juliusz Słowacki zmarł na gruźlicę 3 kwietnia 1849 w mieszkaniu znajdującym się przy Rue de Ponthieu nr 34 (dawniej nr 30). Został pochowany na paryskim Cmentarzu Montmartre. Idea sprowadzenia prochów poety do kraju zrodziła się w pierwszych latach XX wieku. Postanowiono przenieść je do Krakowa i złożyć w podziemiach katedry wawelskiej w setną rocznicę urodzin wieszcza, przypadającą w 1909. Prezesem komitetu sprowadzenia zwłok Juliusza Słowackiego do Polski był prof. Józef Kallenbach. Stosowny komitet obywatelski zebrał odpowiednie fundusze, a pod koniec marca 1909 nadeszła z Francji zgoda na ekshumację i przewiezienie zwłok. Jednak kardynał Jan Duklan Puzyna, biskup krakowski, stanowczo odmówił zgody na pochowanie ciała Juliusza Słowackiego na Wawelu. Mimo nacisków opinii publicznej, swojego zdania nie zmienił, co, po kilku miesiącach, doprowadziło do rezygnacji z planów ponownego pochówku. 14 czerwca 1927, na polecenie marszałka Józefa Piłsudskiego, ekshumowano szczątki Słowackiego i przewieziono do Polski, by złożyć je na Wawelu. Trumnę z prochami poety do brzegów Polski przywiózł transportowiec ORP Wilia pod dowództwem kmdr. Czesława Petelenza, następnie z Gdańska popłynęła w górę Wisły, do Warszawy na pokładzie bocznokołowca Mickiewicz, którym dowodził komandor por. Marynarki Wojennej RP – Walerian Antoniewicz. Statek, zanim dotarł do Warszawy, zatrzymywał się w portach: Grudziądz, Toruń, Włocławek, Płock, Modlin, gdzie miejscowa ludność składała hołd prochom wieszcza. 26 czerwca statek przybił do przystani w Warszawie, skąd orszak pogrzebowy przeszedł ulicami stolicy do katedry świętego Jana. Nazajutrz przewieziono trumnę Słowackiego na Dworzec Główny i wyruszyła pociągiem do Krakowa. 28 czerwca na dziedzińcu zamku na Wawelu odbyła się uroczysta ceremonia pogrzebowa. Na jej zakończenie Józef Piłsudski wypowiedział wielokrotnie cytowane słowa: W imieniu Rządu Rzeczypospolitej polecam Panom odnieść trumnę Juliusza Słowackiego do krypty królewskiej, bo królom był równy. Jego prochy zostały złożone obok Adama Mickiewicza w krypcie Wieszczów Narodowych w katedrze na Wawelu. Słowacki był ulubionym poetą Józefa Piłsudskiego.
Odnowiony, pierwotny grób Juliusza Słowackiego, zaprojektowany przez przyjaciela poety, francuskiego artystę Charles’a Pétiniaud-Dubos, można nadal oglądać na Cmentarzu Montmartre.

## Twórczość

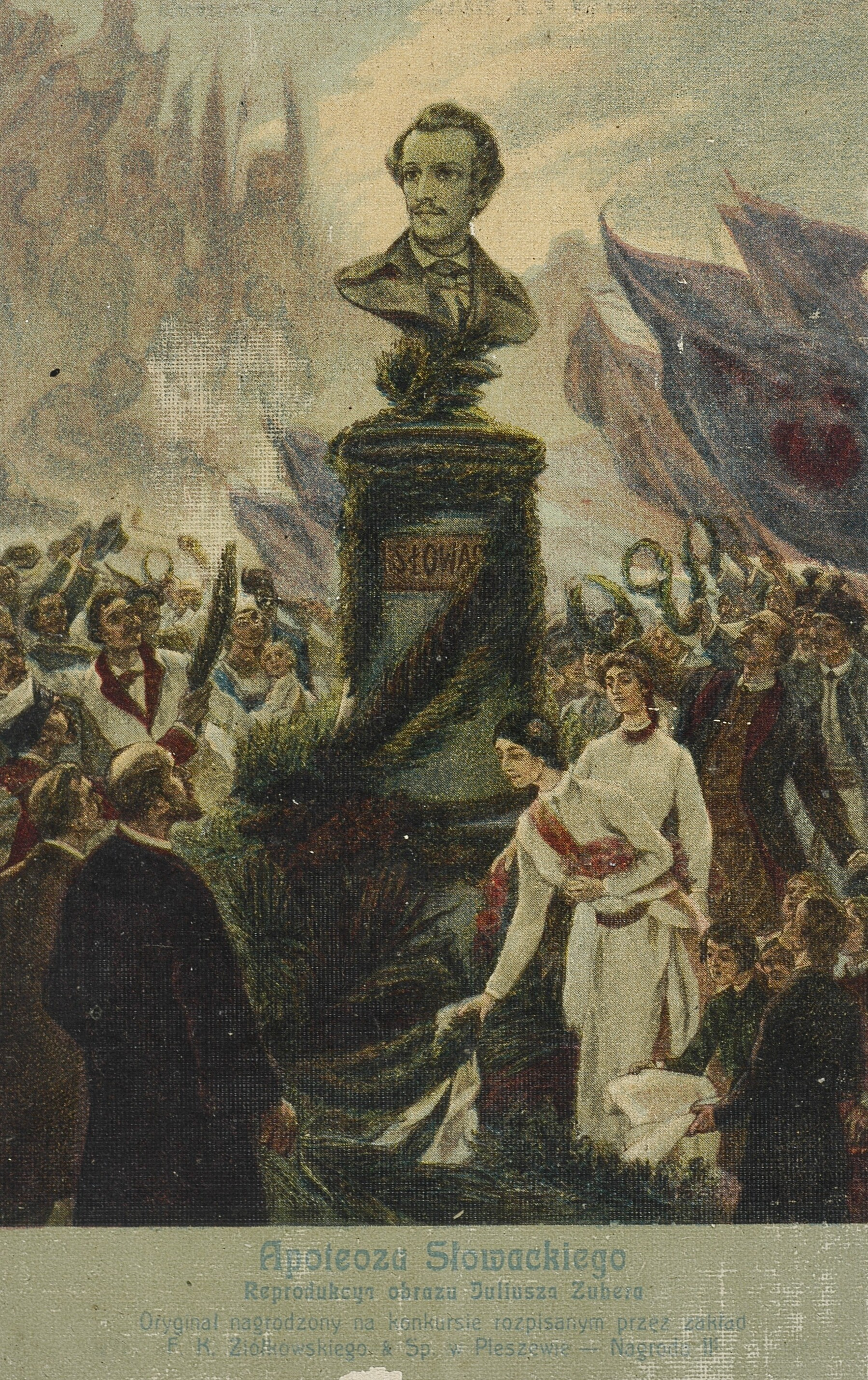
Apoteoza Słowackiego, reprodukcja obrazu Juliusza Zubera na pocztówce wyd. w latach 1910–1930

Mimo iż Słowacki żył zaledwie 39 lat, poeta pozostawił po sobie 13 dramatów, blisko 20 poematów, setki wierszy, listów oraz jedną powieść. Stworzył również spójny system filozoficzny, który nazwał filozofią genezyjską. Jako że spuścizna literacka Słowackiego była bogata tematycznie, jego twórczość podzielić można na cztery okresy.
Na przemiany filozoficzno-estetyczne twórczości Słowackiego decydujący wpływ miało uwielbienie literatury klasycystów, jakie panowało w domu poety. Włodzimierz Szturc uważał, że Słowacki zaczynał tworzyć jako pseudoklasyk, a patronowali mu nie romantycy tacy jak Lord Byron czy Percy Bysshe Shelley, ale Wolter. Młody poeta próbował w tym czasie przetłumaczyć Mahometa Woltera. Inspirowany zaś tragedią Mendog napisaną przez swojego ojca, rozpoczął pracę nad swoim Mindowem.
Twórczość Słowackiego z tego najwcześniejszego okresu opierała się na oświeceniowym deizmie, religijnym sceptycyzmie i cynizmie. Obficie czerpała również z myśli takich pisarzy jak: Francis Bacon, Kartezjusz, Baruch Spinoza, Niccolò Machiavelli czy Innocent Gentillet. Głównym tematem jego ówczesnych dzieł (m.in. Marii Stuart) były wojny religijne, które uważał za maskę fanatyzmu i pretekst do wojny o władzę. Słowacki zastanawiał się przy tym: jeżeli wiadomo, że Boga nie ma, skąd chęć walki za religię i wiarę? W centrum tych dzieł tkwiła fascynacja złem, która z czasem (kiedy przyjęła cechy fatalistyczne) zadecydowała o zwrocie Słowackiego w stronę romantyzmu.
Pierwsze wiersze Słowackiego były bardziej swobodnymi przekładami z Alphonse de Lamartine’a, Thomasa Moore’a oraz Edmunda Spensera niż oryginalnymi kompozycjami. Poważniejsze próby literackie tworzył od ok. 1825; debiutował zaś anonimowo powieścią bajroniczną „Hugo” w 1830. W 1832 wydał pierwszy i drugi tom „Poezji” (trzeci ukazał się w 1833). Publikacje, zdradzające już romantyczny charakter jego twórczości, zawierały wczesne powieści poetyckie (m.in. Żmija, Jan Bielecki, Mnich, i wspomniana wyżej, tragedia Maria Stuart); nie wzbudziły one jednak zainteresowania emigracji polskiej w Paryżu. W następnych latach twórczość Słowackiego uległa przemianie; w liście do matki z 20 października 1835 pisał: „znienawidziłem moje pierwsze utwory (...) rozwinęło się we mnie jakieś nowe piękności uczucie”.
Za czynnik, który zadecydował o rozpoczęciu drugiego okresu myśli Słowackiego, nazywanego nieraz etyką chrześcijańską, uważa się lekturę Konrada Wallenroda Mickiewicza. Jego dzieła odrzuciły wówczas wolterowski ład, a często zaczęły czerpać ze wzorców i rekwizytorni tragedii Shakespeare’a. Wkrótce powstały: poemat W Szwajcarii (1835–36) i liryki: „Rozłączenie”, Rzym, Sumienie. Ogromny wpływ na twórczość Słowackiego miały podróże m.in. do Włoch, Grecji, Egiptu, Palestyny i Libanu (tam powstał Anhelli). Podczas pobytu we Florencji (1837/1838) rozpoczął intensywną pracę nad swoimi utworami. Powstały wtedy m.in.: Ojciec zadżumionych (1839) i Wacław. W grudniu roku 1838 wrócił do Paryża.
Z końcem lat 30. Słowacki w liście do Zygmunta Krasińskiego zapowiedział napisanie „wielkiego poematu w rodzaju Ariosta, który ma się uwiązać z sześciu tragedii, czyli kronik dramatycznych”. W zamierzeniu miała to być swoista literacka kronika prezentująca bajeczne początki państwa polskiego, nawiązująca do tradycji, legend i historii pogańskich czasów Słowian. Projekt doczekał się jednak tylko częściowej realizacji; powstały dwie tragedie romantyczne – Balladyna (1839) i Lilla Weneda (1840).
W 1844 zaczął pisać prozą poetycką swój niezwykły wykład filozofii: Genezis z Ducha. W twórczości poety rozpoczął się tym samym okres intensywnej pracy nad filozofią genezyjską. Charakter genezyjski mają wszystkie późniejsze dzieła Słowackiego, z których na uwagę zasługują: Samuel Zborowski i Król-Duch. Oba dzieła zapatrują się na oryginalny system filozoficzny autora z dwóch różnych perspektyw: egzystencjalnej, dotyczącej jednostki ludzkiej oraz historiozoficznej.
Juliusz Słowacki od dziecka przekonany był o swoim geniuszu poetyckim i przeznaczeniu do roli przewodnika narodu, co podsycała w nim matka, Salomea. Ślady takiego stanowiska znajdują się w np. listach Słowackiego do matki. Zdaniem poety istnieją dwie drogi do poznania absolutu. Pierwsza to poznanie naukowe, które jest jednak tylko cząstkowe i wymaga żmudnych, długotrwałych badań; druga natomiast polegała na objawieniu, natychmiastowo zapewniała wiedzę o wszechświecie. Objawienie staje się jednak udziałem jedynie jednostek wybitnych – stąd przekonanie Słowackiego, iż owe wybrane jednostki (natchnieni poeci) powinni przyjmować rolę duchowego przewodnika reszty narodu.
Napisał dramaty:
- Kordian 1834,
- Balladyna 1834 (wyd. 1839),
- Horsztyński 1835,
- Lilla Weneda 1840,
- Mazepa 1839,
- Sen srebrny Salomei 1843,
- Ksiądz Marek 1843,
- Fantazy 1845–1846,

poematy:
- Anhelli 1838,
- Beniowski 1841
- Król-Duch;
- Cykl liryków genezyjskich, gdzie daje wykładnię swojego systemu filozoficznego – ewolucji świata od materii do czystego ducha (poemat Król-Duch 1845–1849).

## Filozofia genezyjska

### Millenaryzm Słowackiego
Romantyzm, a zwłaszcza romantyzm polski, obfitował w zainteresowania romantyków tajemno-spirytualnymi aspektami rzeczywistości i historii. Była to niejako programowa wręcz reakcja na filozofię racjonalności doby oświecenia. Obok mistycyzmu, popularne było też zwracanie się w kierunku zapomnianych, starych koncepcji filozoficzno-religijnych. Jedną z tych koncepcji była wczesnochrześcijańska idea millenaryzmu. Dzieła Słowackiego prawdziwy renesans przeżyły w okresie Młodej Polski. Nawiązywał do niej m.in. Antoni Lange (powieść Miranda, esej Rzuty), który w oparciu o wiedzę z dziedzin okultyzmu, spirytyzmu i buddyzmu poddał krytyce i rozwinięciu filozofię genezyjską. Lange twierdził wręcz, że wyzwolenie narodu polskiego zapewnia nie twórczość Mickiewicza, ale wnikliwa lektura Króla Ducha. Podobny pogląd na tę sprawę mieli również inni poeci tego okresu, np. Wacław Rolicz-Lieder czy Bogusław Adamowicz. Tadeusz Boy-Żeleński w zbiorze felietonów Znasz li ten kraj? ubolewał nad zaniedbaniem Słowackiego w polskim szkolnictwie, ówczesnej kulturze i świadomości czytelniczej względem wciąż wysokiej pozycji Adama Mickiewicza.

## Dzieła

### Wiersze
- Anioł ognisty – mój anioł lewy
- Do matki (Zadrży ci nie raz serce...)
- Do Michała Rola Skibickiego
- Duma o Wacławie Rzewuskim (1832)
- Grób Agamemnona (1839)
- Hymn (Bogarodzico, Dziewico!) (1830)
- Hymn (Smutno mi, Boże!) (1836)
- Na sprowadzenie prochów Napoleona (1840)
- Nie wiadomo co, czyli romantyczność
- Oda do wolności (1830)
- Odpowiedź na „Psalmy przyszłości” (również pt. Do autora „Trzech psalmów”) (1845–1846)
- Pogrzeb kapitana Mayznera (1841)
- Pośród niesnasków Pan Bóg uderza... (1848)
- Rozłączenie (1835)
- Rozmowa z piramidami
- Sowiński w okopach Woli (1844)
- Tak mi, Boże, dopomóż (1842)
- Testament mój (1839–1840)
- Uspokojenie (1848)
- W pamiętniku Zofii Bobrówny (1844)

### Powieści poetyckie
- Jan Bielecki (1830)
- Król Ladawy (fragm.; org. Le roi de Landawa)
- Lambro (1832)
- Żmija (1831)

### Poematy
- Anhelli (1838)
- Arab (1830)
- Beniowski. Poema (1841–1846)
- Genezis z Ducha (1844)
- Godzina myśli (1832–1833)
- Hugo. Powieść krzyżacka (1830)
- Król-Duch (1845–1849)
- Ojciec zadżumionych (1838)
- Poema Piasta Dantyszka herbu Leliwa o piekle (1839)
- Pan Tadeusz (fragm.)
- Podróż do Ziemi Świętej z Neapolu (1836–1839)
- Szanfary. Poemat arabski
- W Szwajcarii (1835–1838)
- Wacław (1838)

### Dramaty
- Agezylausz (fragm.) (1844)
- Balladyna (1834)
- Beatrix Cenci (w jęz. franc., fragm.) (1832)
- Fantazy (1844?)
- Horsztyński (1835)
- Jan Kazimierz (fragm.) (1841)
- Kordian. Część pierwsza trylogii. Spisek koronacyjny (1833)
- Ksiądz Marek (1843)
- Książę niezłomny (1843)
- Lilla Weneda (1839)
- Maria Stuart (1830)
- Mazepa (1839)
- Mindowe (1829)
- Samuel Zborowski (fragm.) (1845)
- Sen srebrny Salomei (1843)
- Zawisza Czarny (fragm.) (1844–45)
- Złota czaszka (fragm.) (1842)

## Interpretacje
Niedoceniany i zwalczany przez Adama Mickiewicza, doczekał się uznania dopiero na przełomie XIX i XX wieku. Do tego czasu duża część jego twórczości pozostawała w rękopisach.
Badacz literatury polskiej, Julian Krzyżanowski nazwał Słowackiego twórcą naszego nowoczesnego dramatu. Biografię Słowackiego napisał Jan Zieliński. Jego książka pod tytułem Szatanioł (2000) przedstawia powikłane życie poety. Nowe analizy dzieła Słowackiego przyniósł także tom Słowacki współczesny pod redakcją Marka Troszyńskiego. Poeta i badacz literatury Jarosław Marek Rymkiewicz wydał w 1982 książkę „Juliusz Słowacki pyta o godzinę”. Ma ona charakter częściowo fikcyjny, który pozwala autorowi na swobodniejsze poszukiwanie odpowiedzi na pytania psychologiczne, sytuacyjne: dlaczego takich, a nie innych wyborów filozoficznych i poetyckich Słowacki dokonał? Do tematu tego przez długie lata nie w pełni docenionego geniusza polskiego romantyzmu Rymkiewicz powrócił w wydanej w 2004 monografii „Słowacki. Encyklopedia”.

## Upamiętnienia
Teatr w Krakowie nosi imię Juliusza Słowackiego.
Miejska Biblioteka Publiczna w Tarnowie nosi imię Juliusza Słowackiego.
28 czerwca 1927 Poczta Polska wydała znaczek o wartości 20 gr. z wizerunkiem Juliusza Słowackiego (numer katalogowy 233) z okazji złożenia prochów poety w katedrze wawelskiej.
W 1999 roku z okazji 150. rocznicy jego śmierci NBP wyemitował dwie przedstawiające go monety kolekcjonerskie – złotą o nominale dwieście złotych oraz srebrną dziesięciozłotową, obie bite stemplem lustrzanym, oraz okolicznościową dwuzłotówkę.
Z okazji 200. rocznicy urodzin poety:
- Uchwałą z 9 stycznia 2009 Sejm RP zdecydował o ustanowieniu roku 2009 Rokiem Juliusza Słowackiego[30].
- Poczta Polska wprowadziła w roku 2009 do obiegu znaczek z jego podobizną o nominale 1,55 zł[31].
- NBP wyemitował banknot kolekcjonerski z jego wizerunkiem o nominale 20 złotych[32].

Wybrane pomniki:
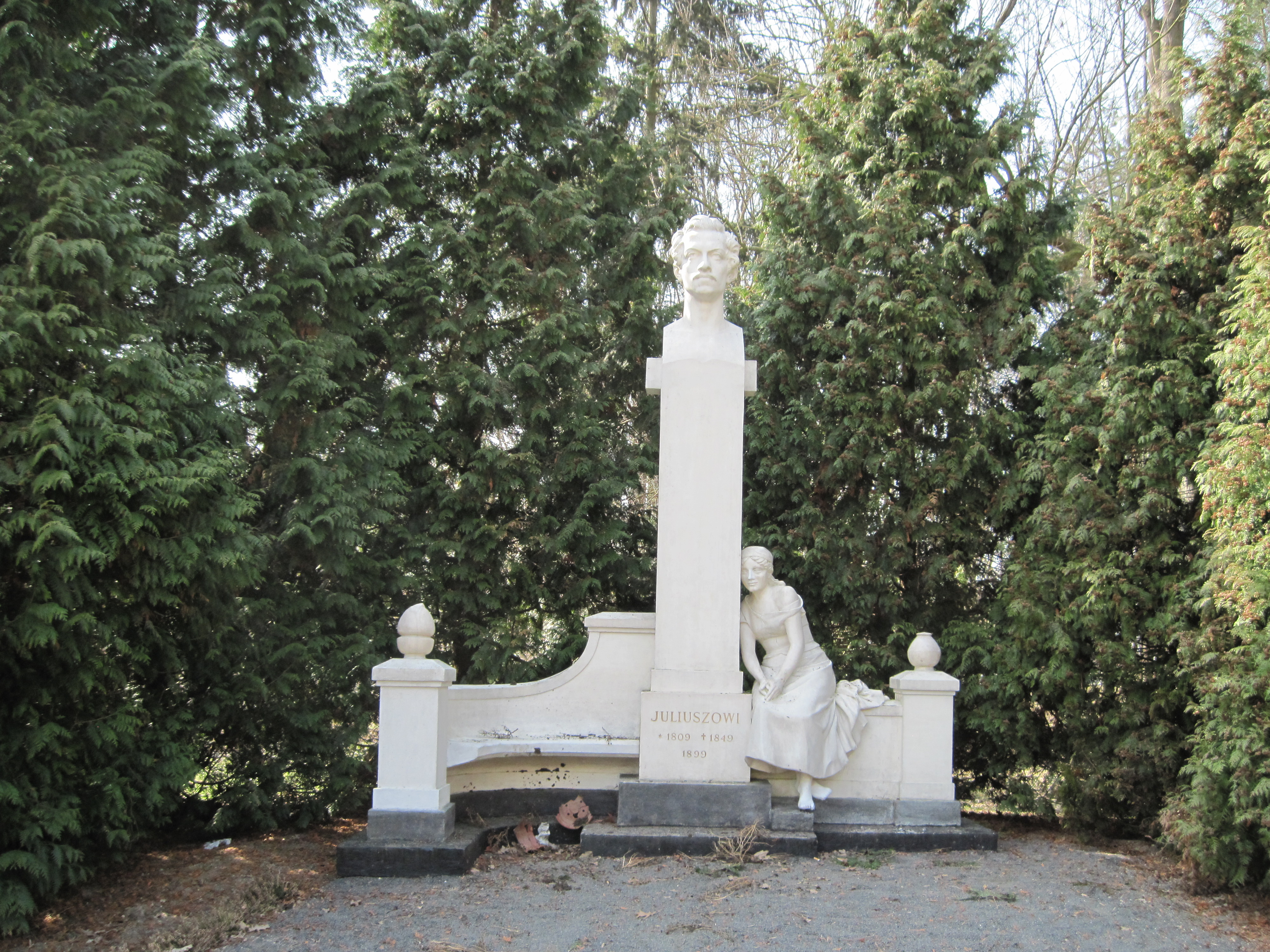
Miłosław
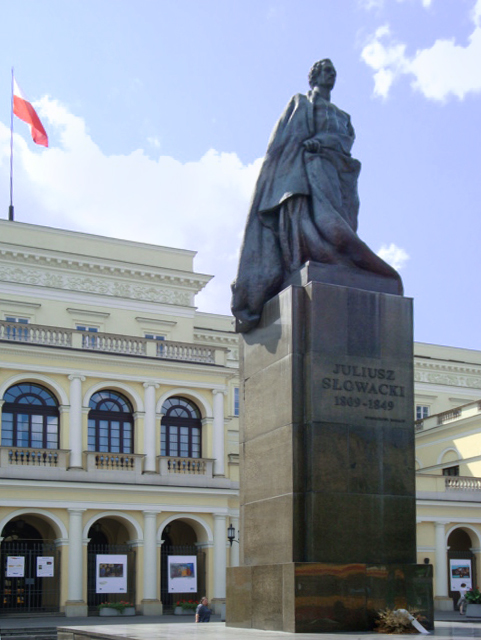
Warszawa
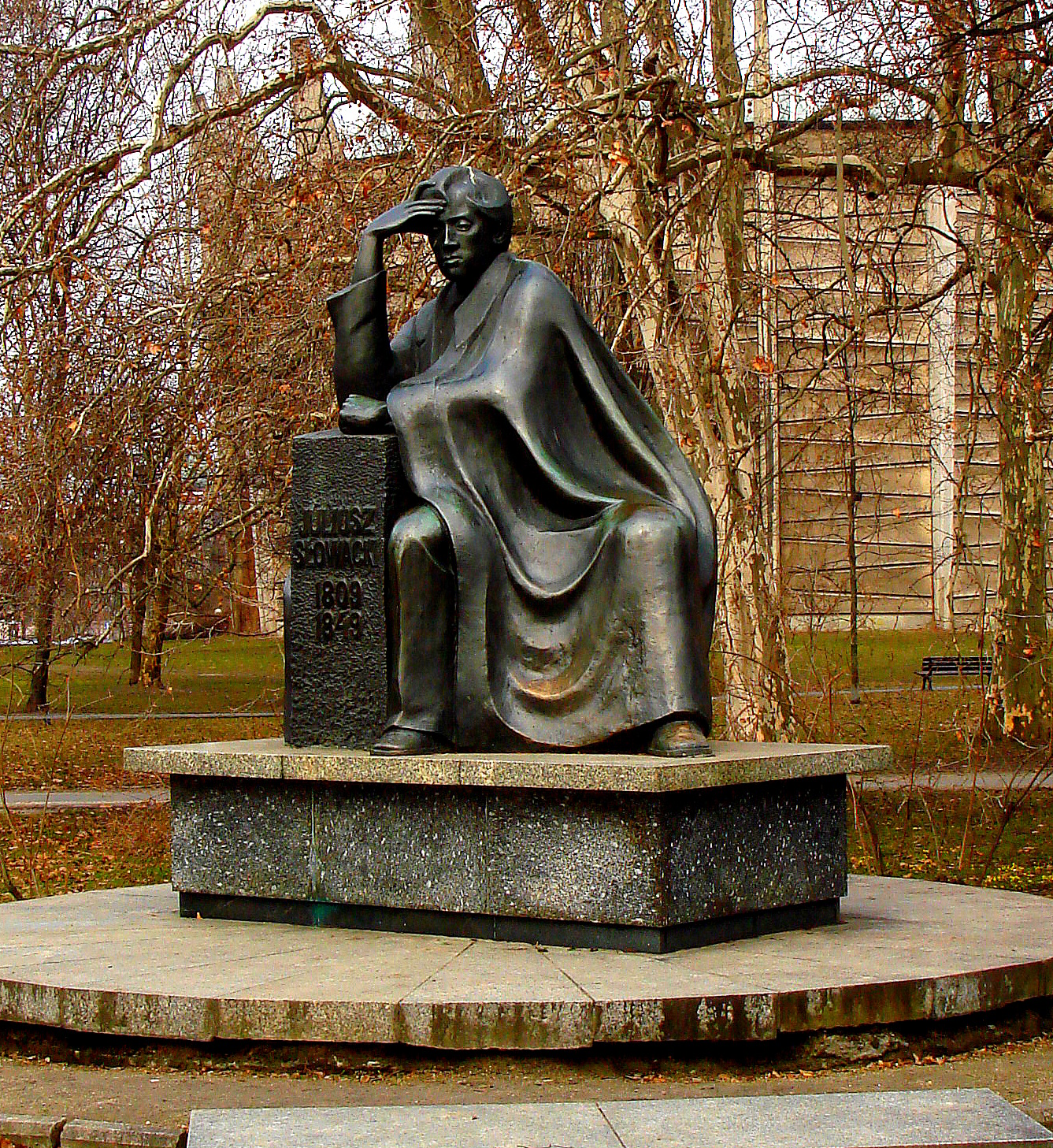
Wrocław
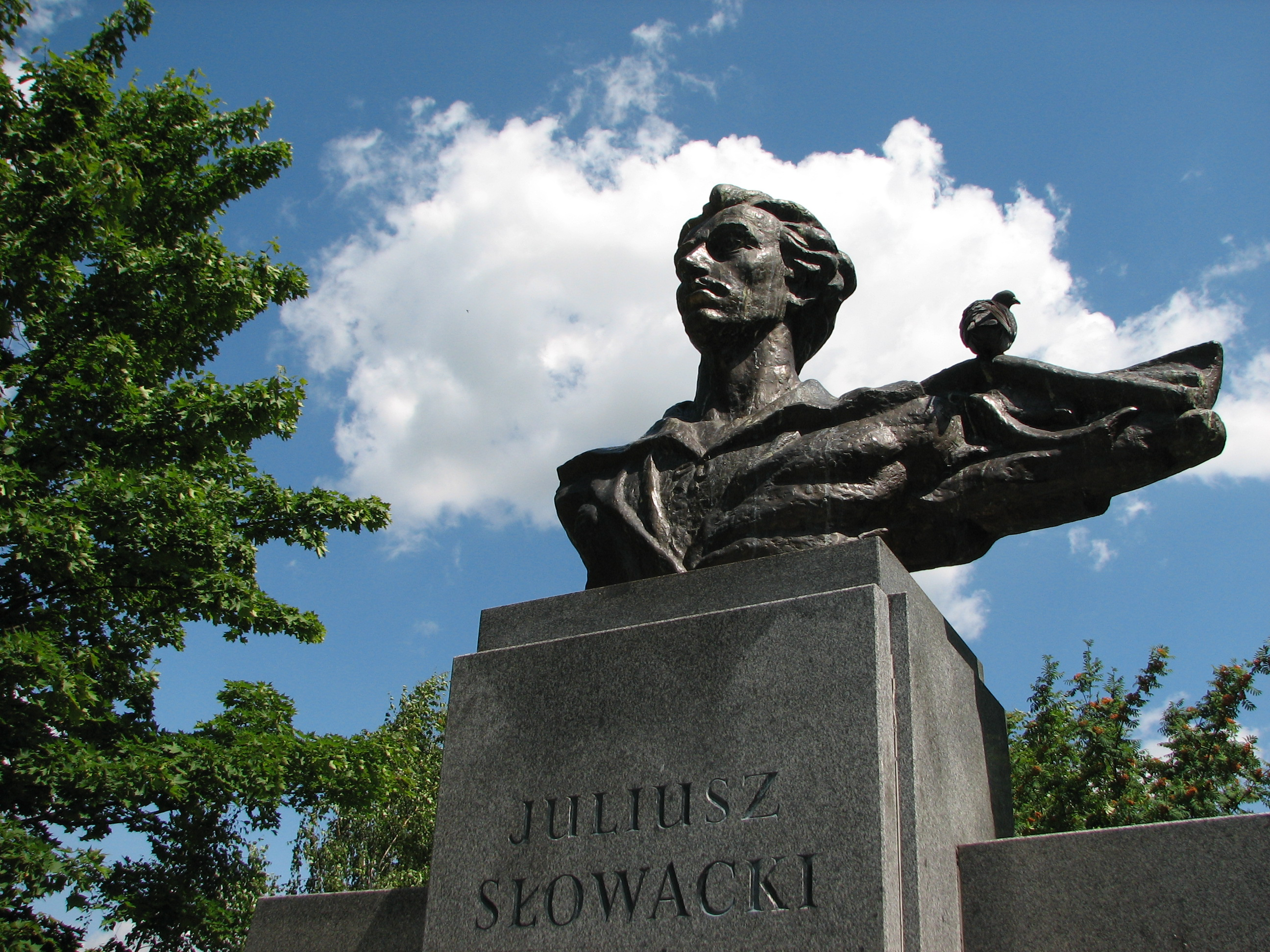
Lublin
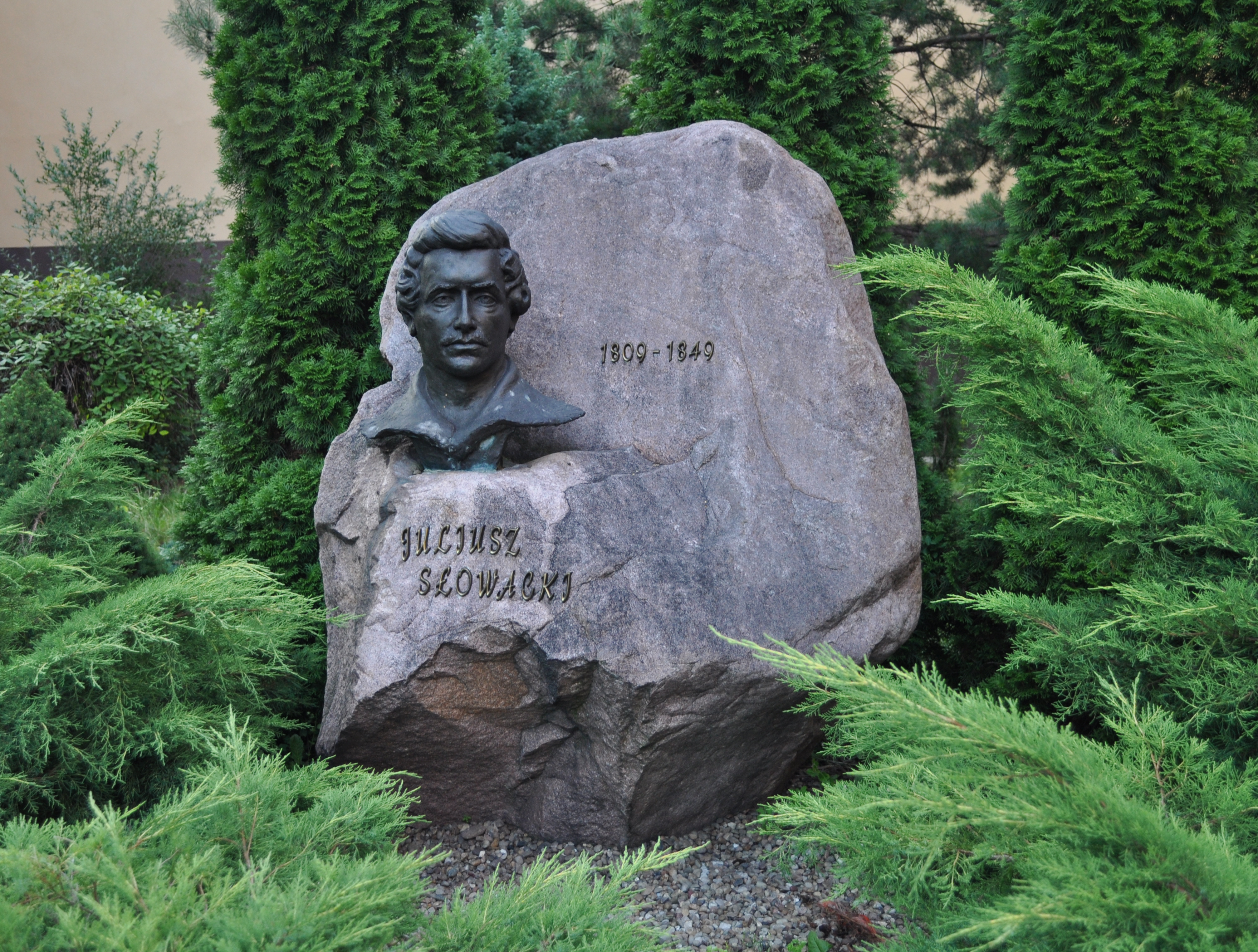
Częstochowa
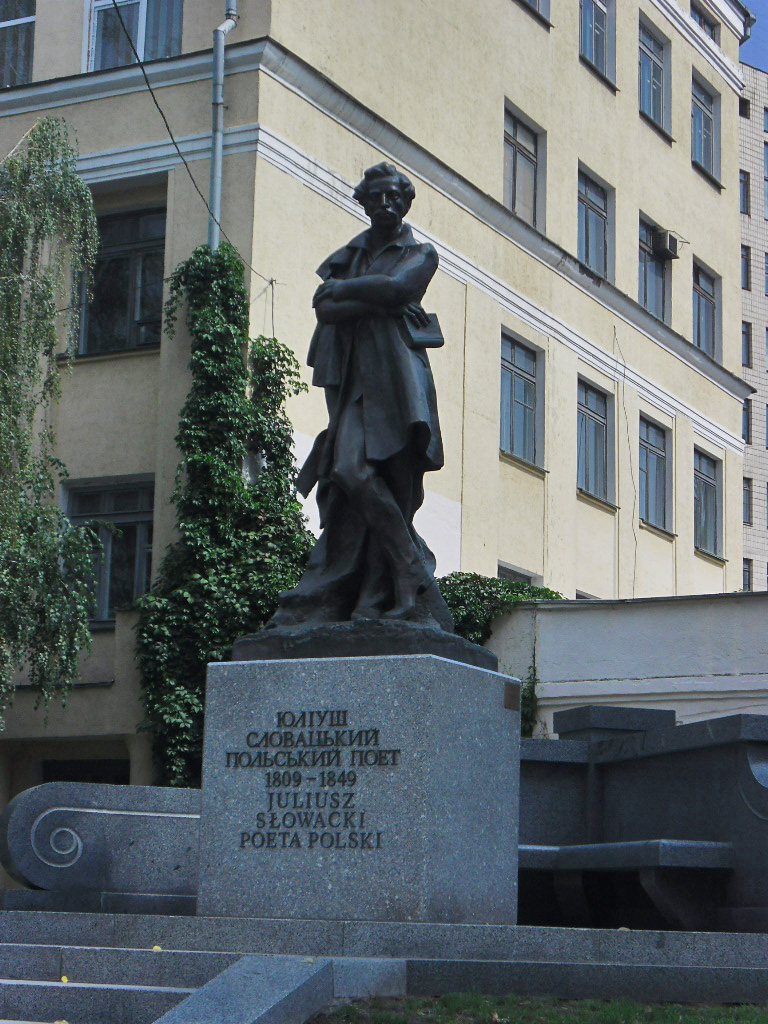
Kijów